# Anisoplia merkli
Anisoplia merkli är en skalbaggsart som beskrevs av Baraud 1991. Anisoplia merkli ingår i släktet Anisoplia och familjen Rutelidae. Inga underarter finns listade i Catalogue of Life.